# El Ronquillo
El Ronquillo är en ort i Spanien.   Den ligger i provinsen Provincia de Sevilla och regionen Andalusien, i den sydvästra delen av landet, 400 km sydväst om huvudstaden Madrid. El Ronquillo ligger 334 meter över havet och antalet invånare är 1 378.
Terrängen runt El Ronquillo är varierad, och sluttar söderut. Runt El Ronquillo är det ganska glesbefolkat, med 30 invånare per kvadratkilometer. Närmaste större samhälle är Castilblanco de los Arroyos, 17,4 km öster om El Ronquillo. Omgivningarna runt El Ronquillo är huvudsakligen savann.